# Зона 9 (район Милана)

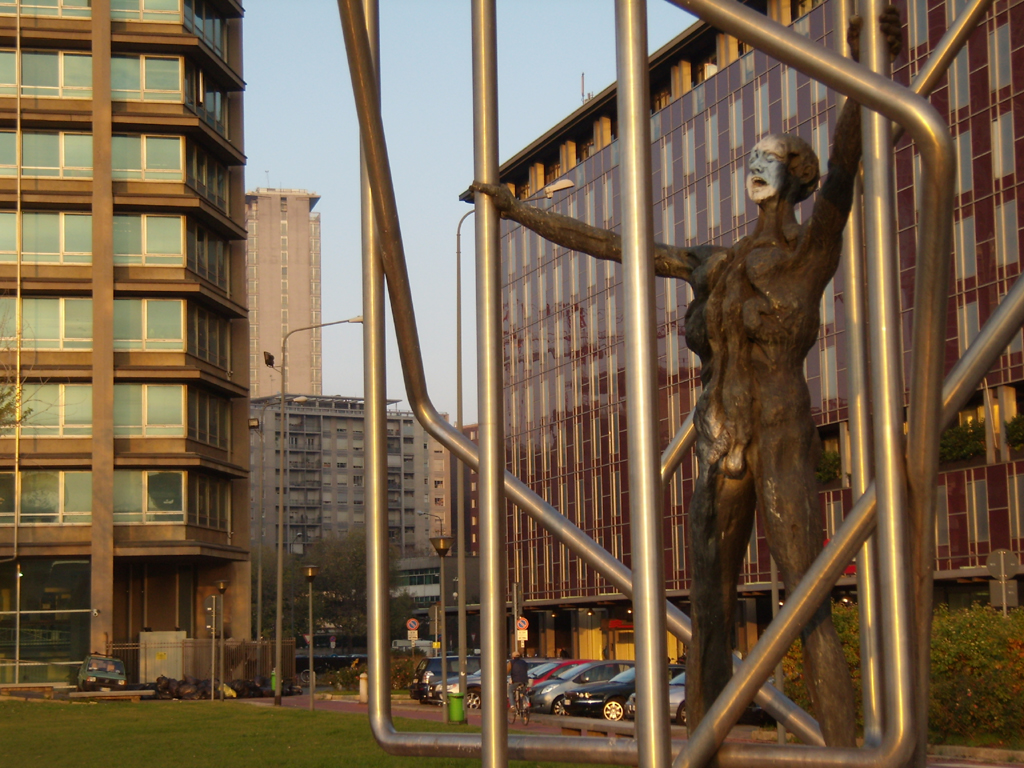
Парк имени Эйнауди

Зона 9 — одна из девяти зон (городских районов) Милана.

## Внутреннее деление
Зона 9 включает в себя следующие кварталы: Affori, Bicocca, Bovisa, Bovisasca, Bruzzano, Ca' Granda, Centro Direzionale, Comasina, Dergano, Fulvio Testi, Isola, La Fontana, Montalbino, Niguarda, Porta Garibaldi, Porta Nuova, Prato Centenaro и Segnano.

## Достопримечательности
- Госпиталь Нигуарда Ка Гранда[итал.] — крупнейший госпиталь Милана.
- Вокзал Порта Гарибальди[итал.] — второй по величине железнодорожный вокзал Милана.

### Парки
- Parco Nord Milano
- Bosco di Bruzzano
- Parco Agostino Bassi
- Parco di Villa Litta
- Collina dei Ciliegi

## Транспорт
Станции Миланского метро:
- Линия M2: Gioia и Porta Garibaldi.
- Линия M3: Affori Centro, Affori FN, Comasina, Dergano, Maciachini и Zara.
- Линия M5: Bicocca, Bignami, Ca' Granda, Istria, Marche, Ponale и Zara.

Железнодорожные станции:
- Bovisa-Politecnico, Affori и Bruzzano.
- Lancetti и Porta Garibaldi.